# Ken Reardon
Kenneth Joseph „Ken“ Reardon (* 1. April 1921 in Winnipeg, Manitoba; † 15. März 2008 in Saint-Sauveur, Québec) war ein kanadischer Eishockeyspieler und -funktionär, der in seiner aktiven Zeit von 1937 bis 1950 unter anderem für die Canadiens de Montréal in der National Hockey League gespielt hat. Sein Bruder Terry war ebenfalls ein professioneller Eishockeyspieler.

## Karriere
Ken Reardon begann seine Karriere als Eishockeyspieler bei den Blue River Rebels, für die er in der Saison 1936/37 in der British Columbia Junior Hockey League aktiv war. Anschließend verbrachte er zwei Jahre lang beim Edmonton Athletic Club, ehe der Verteidiger einen Profivertrag bei den Canadiens de Montréal erhielt, für die er von 1940 bis 1942 in der National Hockey League spielte. Während des Zweiten Weltkriegs diente er in der kanadischen Armee und war in Ottawa stationiert. Mit den dort ansässigen Ottawa Commandos gewann er 1943 den Allan Cup, die kanadische Amateurmeisterschaft. Zur Saison 1945/46 kehrte Reardon zu den Canadiens de Montréal zurück, mit denen er auf Anhieb den prestigeträchtigen Stanley Cup gewann. Auch für ihn persönlich war die Zeit in Montréal erfolgreich und er wurde in den Jahren 1947 und 1950 in das erste All-Star Team der NHL sowie in den Jahren 1946, 1948 und 1949 in das zweite All-Star Team der NHL gewählt. Zudem nahm er in den Jahren 1947, 1948 und 1949 drei Mal in Folge am NHL All-Star Game auf Seiten der NHL All-Stars teil. Im Anschluss an die Saison 1949/50 musste er seine Karriere verletzungsbedingt im Alter von 29 Jahren vorzeitig beenden.
Im Anschluss an seine Spielerkarriere war Reardon als Manager im Eishockey tätig. In der Organisation der Canadiens de Montréal stieg er bis zum Posten als Vizepräsident auf. Im Jahr 1966 wurde er mit der Aufnahme in die Hockey Hall of Fame geehrt. Im Jahr 1996 wurde er in die Manitoba Sports Hall of Fame and Museum aufgenommen. Zudem ist er Honoured Member der Manitoba Hockey Hall of Fame und wurde in Manitoba’s All-Century Second All-Star Team gewählt.

## Erfolge und Auszeichnungen
| - 1943 Allan-Cup-Sieger mit den Ottawa Commandos - 1946 Stanley-Cup-Sieger mit den Canadiens de Montréal - 1946 NHL Second All-Star Team - 1947 NHL First All-Star Team - 1947 NHL All-Star Game - 1948 NHL Second All-Star Team | - 1948 NHL All-Star Game - 1949 NHL Second All-Star Team - 1949 NHL All-Star Game - 1950 NHL First All-Star Team - 1966 Aufnahme in die Hockey Hall of Fame |